# Şahbəyli (Ağsu)
Şahbəyli è un comune dell'Azerbaigian situato nel distretto di Ağsu.